# Simulium dunhuangense
Simulium dunhuangense är en tvåvingeart som beskrevs av Liu och Shu Wen An 2004. Simulium dunhuangense ingår i släktet Simulium och familjen knott. Inga underarter finns listade i Catalogue of Life.